# (3986) Rozhkovskij
(3986) Rozhkovskij est un astéroïde de la ceinture principale.

## Description
(3986) Rozhkovskij est un astéroïde de la ceinture principale. Il fut découvert le 19 septembre 1985 à Naoutchnyï par Nikolaï Tchernykh. Il présente une orbite caractérisée par un demi-grand axe de 2,25 UA, une excentricité de 0,13 et une inclinaison de 4,9° par rapport à l'écliptique. L'astéroïde suit une orbite modérément elliptique au sein de la ceinture principale

## Compléments